# Fonte Ciane

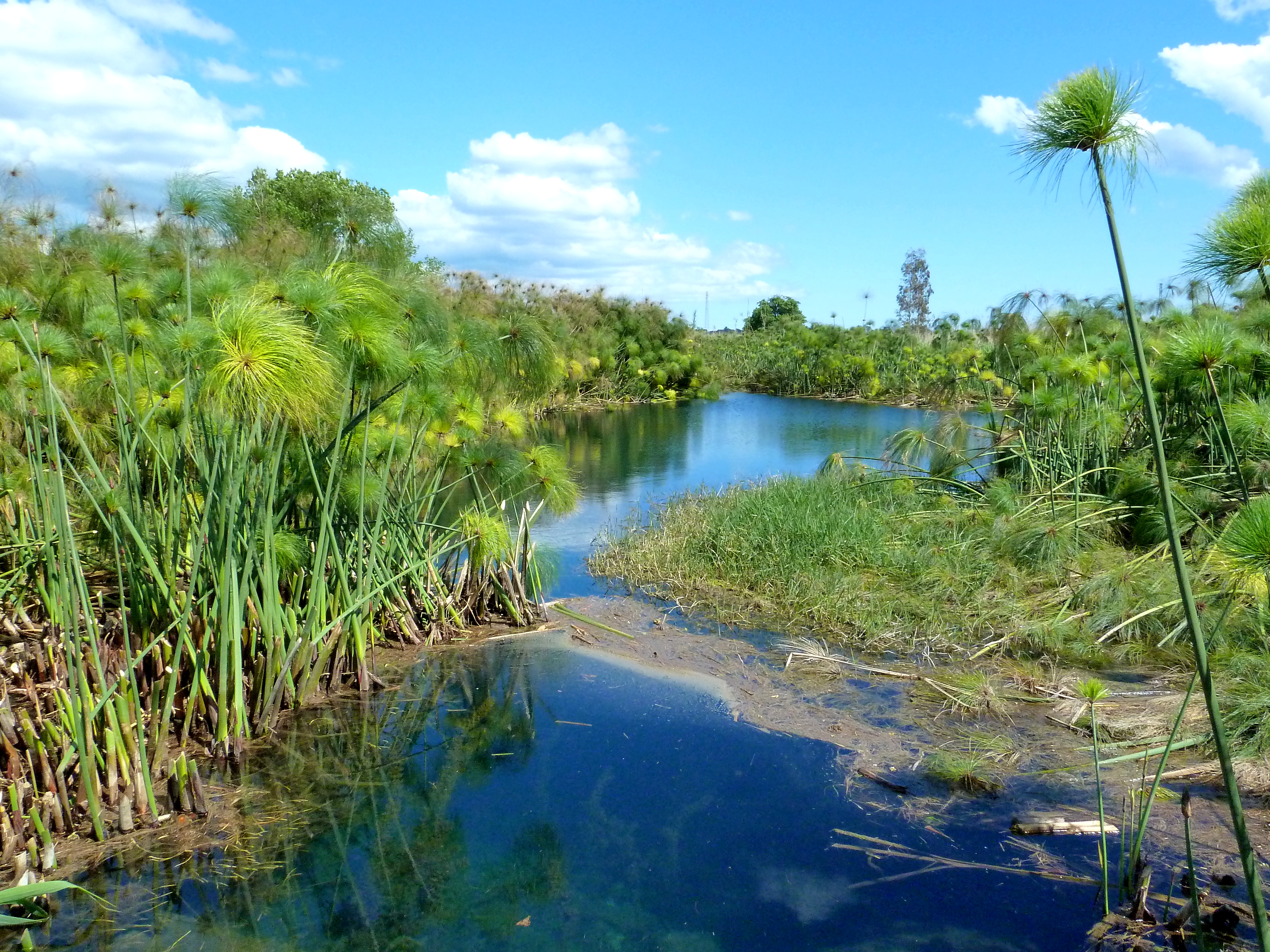
La fonte Ciane con i suoi papiri

La fonte Ciane è una fonte della provincia di Siracusa. Si trova all'interno della Riserva Naturale Regionale Orientata Fiume Ciane e Saline di Siracusa.
Ha una forma circolare, le sue dimensioni sono orientativamente di 16 metri di larghezza, 33 metri di lunghezza, 7 metri di profondità. Da essa sgorgano le acque dalle quali prende corpo il fiume Ciane. Deve il nome al colore delle acque (cyanos: azzurro). La fonte è da considerarsi una risorgiva, dato che il fiume in realtà nasce molto più a monte dalle sorgenti Pisma e Pismotta. Le acque percorrono diversi chilometri nel sottosuolo per riemergere in questo punto.
Sia attorno alla fonte che lungo le sponde del fiume si trovano esemplari di papiro (Cyperus papyrus) alti diversi metri; la pianta, forse introdotta nel III secolo a.C. grazie a una donazione di  Tolomeo II Filadelfo all'amico e alleato tiranno  Gerone II,  prospera rigogliosa in una atmosfera quasi tropicale. 
La zona, estremamente suggestiva, è una delle mete turistiche più famose nei pressi di Siracusa.

## Il mito
Persefone, figlia di Zeus e di Demetra, dea della vegetazione e dell'agricoltura, era intenta a cogliere fiori insieme ad alcune ninfe presso le rive del lago Pergusa (vicino ad Enna). Improvvisamente, dal suo regno sotterraneo sbucò fuori Ade, innamorato della fanciulla, che per non perdere tempo in corteggiamenti e soprattutto per evitare di chiedere la mano di Persefone al fratello Zeus, decise di rapirla.
{{citazione|...raccontasi, che Plutone, dopo aver rapita Core, cioè la fanciulla, che così chiamano la figlia di Cerere, avendola portata sul suo carro sino a Siracusa, aperta la terra scese bensì con essa all'Orco, ma fece sorgere allora il fonte detto di Ciane, a cui ogni anno i Siracusani celebrano una solenne panegiri, nella quale privatamente si sacrificano vittime minori; ma pubblicamente i sacrifici si celebrano col sommergere nel lago de' tori. E fu Ercole, che introdusse quest'uso, quando scorse tutta la Sicilia cogli armenti di Gerione.|Diodoro V, 3.